# Comuna Valea Salciei, Buzău
Valea Salciei este o comună în județul Buzău, Muntenia, România, formată din satele Modreni, Valea Salciei (reședința) și Valea Salciei-Cătun. Comuna se află în nordul județului, la izvoarele Câlnăului.

## Așezare
Comuna Valea Salciei este situată în partea de nord a județul Buzău la limita cu județul Vrancea, în Subcarpații de Curbură, la izvoarele Câlnăului. Se învecinează cu comunele: Chiojdeni, Bisoca, Sărulești, Mărgăritești, Pardoși și Buda. Este străbătută de șoseaua județeană DJ220, o leagă spre est și sud de Buda și Murgești și spre vest de Sărulești.

## Demografie
Componența etnică a comunei Valea Salciei
     Români (76,56%)
     Alte etnii (0%)
     Necunoscută (23,44%)
Componența confesională a comunei Valea Salciei
     Ortodocși (75,43%)
     Alte religii (0,95%)
     Necunoscută (23,63%)
Conform recensământului efectuat în 2021, populația comunei Valea Salciei se ridică la 529 de locuitori, în scădere față de recensământul anterior din 2011, când fuseseră înregistrați 776 de locuitori. Majoritatea locuitorilor sunt români (76,56%), iar pentru 23,44% nu se cunoaște apartenența etnică. Din punct de vedere confesional, majoritatea locuitorilor sunt ortodocși (75,43%), iar pentru 23,63% nu se cunoaște apartenența confesională.

## Politică și administrație
Comuna Valea Salciei este administrată de un primar și un consiliu local compus din 9 consilieri. Primarul, Sandu Mircea[*], de la Partidul Național Liberal, este în funcție din 1 noiembrie 2024. Începând cu alegerile locale din 2024, consiliul local are următoarea componență pe partide politice:
|  | Partid                    | Consilieri | Componența Consiliului | Componența Consiliului | Componența Consiliului | Componența Consiliului |
|  | ------------------------- | ---------- | ---------------------- | ---------------------- | ---------------------- | ---------------------- |
|  | Partidul Social Democrat  | 4          |                        |                        |                        |                        |
|  | Partidul Național Liberal | 4          |                        |                        |                        |                        |
|  | Alianța Dreapta Unită     | 1          |                        |                        |                        |                        |

## Istorie
La sfârșitul secolului al XIX-lea, comuna Valea Salciei făcea parte din plaiul Râmnic al județului Râmnicu Sărat și era formată din satele Modreni și Valea Salciei, cu o populație de 728 de locuitori. În comună funcționau o școală mixtă și o biserică, zidită între 1847 și 1851 de marele pitar Ion Popescu (construcția a fost abandonată în timpul revoluției din 1848, dar reluată de locuitori după 1850). În 1925, comuna avea 863 de locuitori, avea aceleași sate în componență și se afla în plasa Dumitrești a aceluiași județ. Comuna a fost temporar desființată în 1931, când satele ei au fost arondate comunei Sărulești, transferată tot temporar de la județul Buzău la județul Râmnicu Sărat.
În 1950, comuna Valea Salciei a trecut în subordinea raionului Râmnicu Sărat al regiunii Buzău și apoi (după 1952) al regiunii Ploiești. În 1968, comuna a fost transferată administrativ la județul Buzău, iar pe teritoriul ei a luat naștere oficial și satul Valea Salciei-Cătun.

## Economie
Comuna Valea Salciei a fost și este o comună preponderant agricolă. Până în anul 1998, existau la nivelul comunei posibilități de achiziționare și prelucrare a fructelor și posibilități de prelucrare locală a produselor lactate.
Din anul 1992, prin reconstituirea dreptului de proprietate asupra terenurilor forestiere prelucrarea lemnului a cunoscut un nivel ascedent ceea ce a dus la o creștere a veniturilor populației.

## Mass-media
În anul 2005, primăria comunei Valea Salciei a înființat televiziunea TV Modreni Sat (TVMS), ce emitea producție proprie, timp de două zile pe săptămână câte două ore. În restul programului de funcționare, televiziunea retransmitea emisiuni de pe alte televiziuni. TVMS a fost prima televiziune sătească din România.
În anul 2010, televiziunea și-a întrerupt emisia timp de 3 luni, deoarece spațiul unde televiziunea emitea era în renovare. Deoarece, după 90 de zile, emisia postului nu a fost reluată, postul a fost somat de Consiliul Național al Audiovizualului să intre în legalitate, altfel i s-ar fi retras licența de funcționare. 

## Sat european
Comuna a primit la data de 30 ianuarie 2006 indicatorul de „sat european” pentru construirea unei locuințe sociale în beneficiul unei persoane cu nevoi speciale.